# 上塘镇 (丰城市)
上塘镇成立于2008年，目前是中华人民共和国江西省宜春市丰城市下辖的一个乡镇级行政单位。

## 行政区划
上塘镇下辖以下地区：。
阳光社区居委会、八一社区居委会、建东社区居委会、秀源社区居委会、建北社区居委会、白松社区居委会、长安社区居委会、太平社区居委会、梅苑社区居委会、永安社区居委会、坪湖村委会、建新村委会、上塘村委会、田西村委会、金家村委会。